# Lokon-Empung
Der Lokon-Empung ist ein Zwillingsvulkan auf der indonesischen Insel Sulawesi. Er liegt rund 15 Kilometer südlich der Stadt Manado westlich von Tomohon im Distrikt Minahasa der Provinz Sulawesi Utara und gehört zu den aktivsten Vulkanen der Insel.

## Aufbau
Die beiden Schichtvulkane entstanden am Nordrand der Tondano-Caldera. Mit einer Höhe von 1580 Metern ist der Lokon der höhere und zugleich ältere der beiden Berge. Der Lokon hat keinen Krater; Ausbrüche in historischer Zeit sind nicht bekannt. Er besteht aus Pyroklastischen Sedimenten und Lavaströmen, die sich aus Basalt und Olivin zusammensetzen. Später entstand der gut zwei Kilometer weiter nordnordöstlich liegende, 1340 Meter hohe Empung. Er brach zwischen 1350 und 1800 häufig aus. Am Südfuß des Lokon befindet sich der Irang, ein aus Rhyolith bestehender Lavadom, von dem nicht bekannt ist, ob er vor oder nach dem Empung entstand. Seit dem 19. Jahrhundert nahmen alle Vulkanausbrüche ihren Ausgang vom Krater Tompaluan, der auf rund 1140 Metern Höhe im Sattel zwischen dem Lokon und dem Empung liegt. Der Tompaluan enthält zeitweise einen Kratersee.

## Ausbrüche
Die Vulkanausbrüche in historischer Zeit waren überwiegend kleine bis mäßige explosive Eruptionen mit einem Vulkanexplosivitätsindex (VEI) von eins bis drei. Gelegentlich bildeten sich Lavadome oder es kam zu pyroklastischen Strömen.
Bei einem Ausbruch des Vulkans im Jahr 1986, bei dem eine etwa 1000 Meter hohe schwarze Rauchwolke in die Luft geschleudert wurde, gab es keine Verletzten.
Am 19. September 1991 brach der Tompaluan aus und stieß eine knapp einen Kilometer hohe Rauchwolke in den Himmel. Glühende Tephra setzte die Felder von sieben umliegenden Dörfern in Brand. Bei stärkeren Eruptionen ab dem 25. Oktober wurden rund 1900 Häuser und etwa 3 km² Pflanzungen beschädigt; etwa 10.000 Menschen wurden evakuiert. Weitere Ausbrüche im November führten zu Panik unter Anwohnern, die zwischenzeitlich in ihre Häuser zurückgekehrt waren. Seit dem Ausbruch vom 24. Oktober wird die Schweizer Vulkanologin Vivianne Clavel vermisst. Nach Zeugenaussagen wurde sie von ausgeworfenen Blöcken getroffen und unter Asche begraben.
Wegen häufigerer Erdbeben und verstärkten Gasaustritten wurden im Juli 2011 ungefähr 5000 Menschen aus der Umgebung des Lokon-Empung evakuiert. Mitte Juli kam es zu mehreren Ausbrüchen, bei denen Eruptionssäulen bis zu 3,5 Kilometer hoch aufstiegen. Ende Juli konnten die meisten Evakuierten in ihre Häuser zurückkehren; ein Gebiet in drei Kilometer Umkreis um den Krater Tompaluan war weiterhin gesperrt. Der Tompaluan blieb mit weiteren Eruptionen bis 2013 aktiv.